# SWV (band)
SWV (Sisters with Voices) is een Amerikaanse R&B-groep uit New York. De groep bestaat uit Cheryl (Coko) Gamble, Tamara (Taj) Johnson en Leanne (Lelee) Lyons. SWV werd opgericht in 1988 en werd een van de succesvolste R&B-groepen van de jaren 1990. Ze hadden een reeks hits, waaronder "Weak", "Right Here (Human Nature Remix)", "I'm So into You" en "You're the One". De groep ging in 1998 uit elkaar om soloprojecten na te streven en kwam in 2005 weer bij elkaar. 

## Discografie

### Albums
- It's About Time (1992)
- New Beginning (1996)
- Release Some Tension (1997)
- I Missed Us (2012)
- Still (2016)